# La Neuville-Housset
 La Neuville-Housset  es una población y comuna francesa, en la región de Picardía, departamento de Aisne, en el distrito de Vervins y cantón de Sains-Richaumont.

## Demografía
| 330 | 309 | 317 | 341 | 322 | 357 | 296 | 289 | 248 | 234 | 210 | 196 | 191 | 193 | 261 | 251 | 227 | 206 | 171 | 167 | 138 | 160 | 202 | 176 | 142 | 155 | 120 | 95 | 62 | 66 | 63 | 50 | 64 |
| Para los censos de 1962 a 1999 la población legal corresponde a la población sin duplicidades (Fuente: INSEE [Consultar]) |     |     |     |     |     |     |     |     |     |     |     |     |     |     |     |     |     |     |     |     |     |     |     |     |     |     |    |    |    |    |    |    |